# Championnats d'Europe de cyclisme sur piste 2011
Navigation
Pruszków 2010 Panevėžys 2012

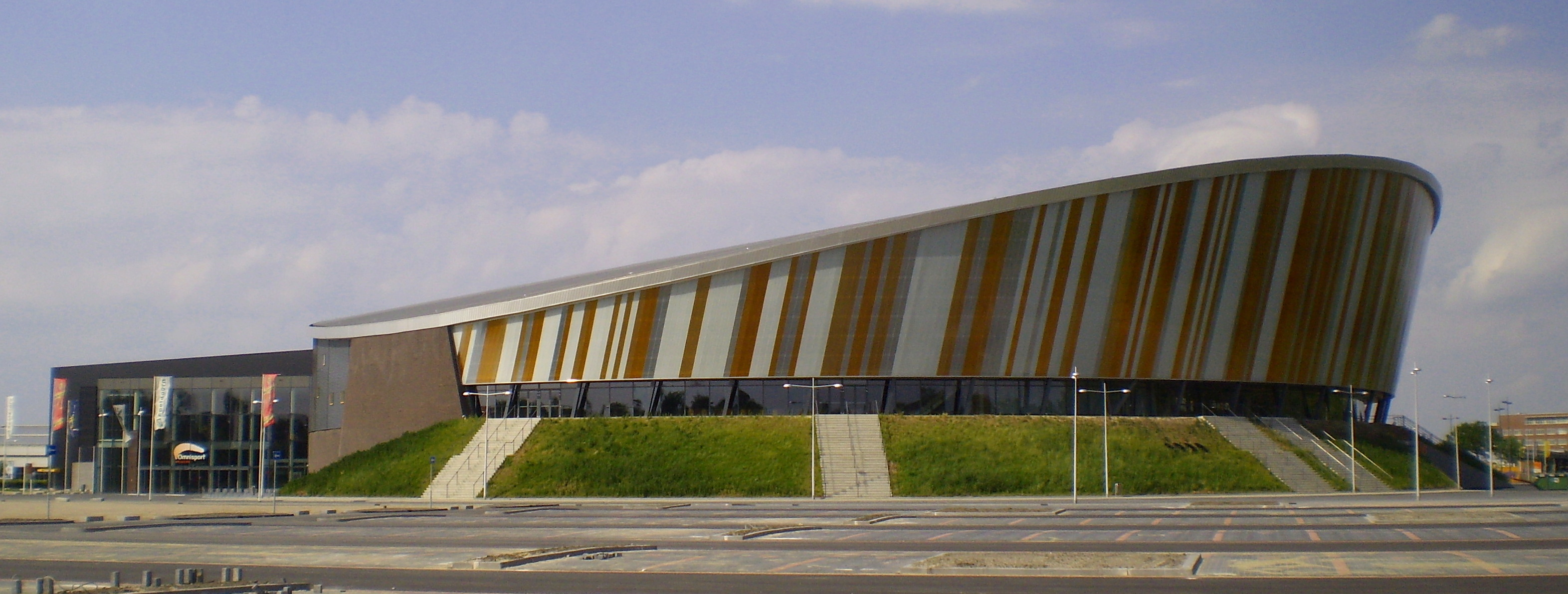
L'Omnisport d'Apeldoorn

Les Championnats d'Europe de cyclisme sur piste 2011 se sont déroulés du 21 au 23 octobre 2011 sur l'Omnisport d'Apeldoorn à Apeldoorn aux Pays-Bas. Ils sont organisés par l'Union européenne de cyclisme.
Les 10 épreuves olympiques (vitesse, vitesse par équipes, keirin, poursuite par équipes et omnium  pour les hommes et les femmes), ainsi que la course à l'américaine et la course aux points ont lieu dans le cadre de ces championnats d'Europe. Le championnat est l'une des compétitions rapportant des points pour la qualification en vue des Jeux olympiques de 2012.
Les championnats d'Europe pour les juniors et les espoirs se sont déroulés du 26 au 31 juillet à Anadia au Portugal.

## Résultats

### Épreuves masculines
| Épreuves              | Or                                                                       | Or             | Argent                                                                                 | Argent         | Bronze                                                            | Bronze         |
| --------------------- | ------------------------------------------------------------------------ | -------------- | -------------------------------------------------------------------------------------- | -------------- | ----------------------------------------------------------------- | -------------- |
| Keirin                | Matthew Crampton Royaume-Uni                                             |                | Christos Volikakis Grèce                                                               |                | François Pervis France                                            |                |
| Vitesse individuelle  | Kévin Sireau France                                                      |                | Maximilian Levy Allemagne                                                              |                | Denis Dmitriev Russie                                             |                |
| Vitesse par équipes   | Allemagne René Enders Robert Förstemann Stefan Nimke                     | 44 s 022       | France Mickaël Bourgain François Pervis Kévin Sireau                                   | 44 s 415       | Pologne Maciej Bielecki Kamil Kuczynski Damian Zieliński          | 44 s 809       |
| Poursuite par équipes | Grande-Bretagne Steven Burke Edward Clancy Peter Kennaugh Geraint Thomas | 4 min 01 s 475 | Danemark Michael Mørkøv Casper von Folsach Lasse Norman Hansen Rasmus Christian Quaade | 4 min 06 s 787 | Russie Valery Kaykov Ivan Kovalev Ievgueni Kovalev Viktor Manakov | 4 min 04 s 508 |
| Course aux points     | Rafał Ratajczyk Pologne                                                  | 43 pts         | Silvan Dillier Suisse                                                                  | 39 pts         | Milan Kadlec Tchéquie                                             | 36 pts         |
| Américaine            | Belgique Kenny De Ketele Iljo Keisse                                     | 19 pts         | Suisse Claudio Imhof Cyrille Thièry                                                    | 12 pts         | France Vivien Brisse Morgan Kneisky                               | 11 pts         |
| Omnium                | Edward Clancy Royaume-Uni                                                | 33 pts         | Bryan Coquard France                                                                   | 33 pts         | Elia Viviani Italie                                               | 35 pts         |

### Épreuves féminines
| Épreuves              | Or                                                       | Or             | Argent                                                     | Argent         | Bronze                                                  | Bronze         |
| --------------------- | -------------------------------------------------------- | -------------- | ---------------------------------------------------------- | -------------- | ------------------------------------------------------- | -------------- |
| Keirin                | Victoria Pendleton Royaume-Uni                           |                | Clara Sanchez France                                       |                | Sandie Clair France                                     |                |
| Vitesse individuelle  | Lyubov Shulika Ukraine                                   |                | Olga Panarina Biélorussie                                  |                | Viktoria Baranova Russie                                |                |
| Vitesse par équipes   | Grande-Bretagne Victoria Pendleton Jessica Varnish       | 33 s 276       | Ukraine Lyubov Shulika Olena Tsos                          | 33 s 786       | Allemagne Kristina Vogel Miriam Welte                   | 33 s 678       |
| Poursuite par équipes | Grande-Bretagne Danielle King Joanna Rowsell Laura Trott | 3 min 22 s 618 | Allemagne Charlotte Becker Lisa Brennauer Madeleine Sandig | 3 min 29 s 596 | Biélorussie Alena Dylko Aksana Papko Tatsiana Sharakova | 3 min 26 s 824 |
| Course aux points     | Evgenia Romanyuta Russie                                 | 19 pts         | Katarzyna Pawłowska Pologne                                | 14 pts         | Jarmila Machačová Tchéquie                              | 13 pts         |
| Omnium                | Laura Trott Royaume-Uni                                  | 25 pts         | Tatsiana Sharakova Biélorussie                             | 29 pts         | Kirsten Wild Pays-Bas                                   | 32 pts         |

## Tableau des médailles
| Rang  | Nation          | Or | Argent | Bronze | Total |
| ----- | --------------- | -- | ------ | ------ | ----- |
| 1     | Grande-Bretagne | 7  | 0      | 0      | 7     |
| 2     | France          | 1  | 3      | 3      | 7     |
| 3     | Allemagne       | 1  | 2      | 1      | 4     |
| 4     | Pologne         | 1  | 1      | 1      | 3     |
| -     | Ukraine         | 1  | 1      | 0      | 2     |
| 6     | Russie          | 1  | 0      | 3      | 4     |
| 7     | Belgique        | 1  | 0      | 0      | 1     |
| 8     | Biélorussie     | 0  | 2      | 1      | 3     |
| 9     | Suisse          | 0  | 2      | 0      | 2     |
| 10    | Danemark        | 0  | 1      | 0      | 1     |
| -     | Grèce           | 0  | 1      | 0      | 1     |
| 12    | Tchéquie        | 0  | 0      | 2      | 2     |
| 13    | Italie          | 0  | 0      | 1      | 1     |
| -     | Pays-Bas        | 0  | 0      | 1      | 1     |
| Total | Total           | 13 | 13     | 13     | 39    |